# 茲拉蒂博爾區
茲拉蒂博爾區是塞爾維亞西部的行政区，行政中心为乌日采。该区西鄰波黑和黑山。行政区面積为6,140平方公里，2022年人口数量为254,659人。区名來自茲拉蒂博爾山。

## 城市和市镇
兹拉蒂博尔区的范围包括一个城市和9个市镇：
- 乌日采（城市）
- 阿里列
- 巴伊納巴什塔
- 查耶蒂納
- 科謝里奇
- 新瓦羅什
- 波熱加
- 普里博伊
- 普里耶波列
- 謝尼察